# Wildleder
Wildleder ist eine Sorte von Leder, die aus der Haut nichtdomestizierter Tiere, unter anderem aus Hirsch-, Elch-, Reh-, Känguru-, Wildschwein- oder Antilopenhaut, hergestellt wird.
Gewöhnlich sind die zur Ledergewinnung genutzten Tiere nicht freilebend, sondern werden in Gehegen gehalten. Wildleder von freilebenden Tieren hat Seltenheitswert und daher einen entsprechenden Preis. 
Wildleder wird beispielsweise zur Herstellung von Schuhen, Jacken und Hosen benutzt.
Irrtümlich bezeichnet man im deutschsprachigen Raum umgangssprachlich Veloursleder als Wildleder.